# الإدارة المركزية (باراغواي)
الإدارة المركزية هي إدارة في باراغواي، ، عاصمتها أريغوا .

## جغرافيا
تقع الإدارة في  وسط  باراغواي  وتتاخم الحدود مع الأرجنتين ، تبلغ مساحتها 2,465.0 كيلومتر مربع.

### الموقع
تشترك في الحدود مع
- الضاحية العاصمة
- باراغواري
- إدارة نيمبوكو
- كورديليرا
- بريزيدنت هايز

## ديموغرافيا
بلغ عدد سكانها 2,221,180  نسمة (وذلك حسب إحصائيات سنة 2012)